# Сбогом, скъпа
Сбогом, скъпа (Drop Dead Darling, излязъл в САЩ като Arrivederci, Baby!) е английска криминална комедия от 1966 г. с участието на Розана Скяфино, Жа Жа Габор, Тони Къртис и други.
Млад мъж, който израства като сирак в сиропиталище, по-късно се жени за богати вдовици, след което ги убива, като инсценира нещастен случай и наследява богатството им. Третата му жена обаче се омъжва за него със същите намерения. След няколко неуспешни опита за покушение, двамата установяват, че другият няма пари и че са безумно влюбени един в друг.
Години по-късно те имат много деца, но са бедни и недоволни един от друг.